# Помилки модальності
Помилки модальності - це неформальна помилка у логіці силогізму, при якій у висновку поміщається певна міра невиправданої необхідності.

## Приклад
a) Холостяки обов'язково неодружені.
b) Джон холостяк.
Отже, с) Джон не може одружитися.
Умова а) виглядає як тавтологія, а отже, істинна. Умова b) є констатацією факту про Джона, яка робить його підпорядкованим а); тобто b) оголошує Джона холостяком і а) стверджує, що всі холостяки неодружені.
Оскільки c) припускає b) завжди буде так, це помилка необхідності. Джон, звичайно, завжди вільний перестати бути холостяком, просто одружившись; якщо він це зробить, b) більше не відповідає дійсності і, отже, не підлягає тавтології a). У цьому випадку с) містить необґрунтовану необхідність, оскільки припускає, що Джон не може перестати бути холостяком. Формально кажучи, цей тип аргументів неоднозначний між de dicto необхідністю a) та  de re необхідністю c). Аргумент дійсний лише в тому випадку, якщо обидва а) і b) тлумачаться «de re». Це, однак, підірве аргумент, оскільки твердження а) є лише тавтологією «de dicto» – насправді, інтерпретоване як «de re», що є хибним. Використовуючи формальний символізм у модальній логіці, вираз de dicto {\displaystyle \Box (Bx\rightarrow \neg Mx)} є тавтологією, тоді як вираз de re {\displaystyle Bx\rightarrow \Box \neg Mx} є хибним.